# Cromlechs de los Yermos del Cementerio
El conjunto de cromlechs de los Yermos del Cementerio son seis círculos de piedras, restos de enterramientos de la Edad del Bronce, que se encuentran en el municipio de La Fueva, al norte de la provincia de Huesca, en el Pirineo aragonés (España).

## Descripción
Los cromlechs de los Yermos del Cementerio se inscriben dentro del conjunto de cromlechs pirenáicos que se parecen en la mitad oriental de los Pirineos. Este grupo de cromlechs se extiende desde el río Leizarán, en dirección este-oeste, a lo largo de los Pirineos, en una banda de una longitud de 250 km y una anchura entre 5 y 40 km, hasta aproximadamente el Parque Nacional de Ordesa y Monte Perdido, tanto del lado francés como del español. Fuera de este área, también se encuentran cromlechs dispersos en Cantabria, el área entre Pamplona y Vitoria, hasta llegar a Andorra. En total se han encontrado unos 558 conjuntos, que agrupan 1452 círculos de piedras, número que sigue aumentando con nuevos descubrimientos.
El conjunto de los Yermos del Cementerio se sitúa fuera de la zona de mayor concentración pirenaica, siendo el crómlech más meridional de los que se encuentran en Aragón. El área es de paso entre las montañas del Pirineo y la tierra plana más al sur, por el valle del Cinca, en un alto que domina los alrededores hacia el sur y el oeste.
En la actualidad los cromlechs se encuentran en un área de 3800 m² entre la carretera A-138, en el tramo entre Mediano a Camporrotuno, y el embalse de Mediano, a pocos metros de la carretera. Están todavía en el término municipal de La Fueva, en el límite con el de Aínsa-Sobrarbe. Parte del yacimiento desapareció durante la construcción de la carretera y se encuentra enmascarado por la vegetación y los árboles plantados para estabilizar las laderas del pantano.
El conjunto está formado por seis círculos, de los cuales solo cuatro son visibles. Son enterramientos del tipo más sencillo: simples círculos de piedras, sin túmulo ni empedrado, con los enterramientos directamente en pozos excavados en la tierra. El mayor de los círculos de piedras tiene seis metros de diámetro. El llamado círculo 2 tiene cuatro piedras que destacan sobre las demás, que podrían corresponderse a los cuatro ejes cardinales.

## Descubrimiento y estudio
El yacimiento fue encontrado a través de encuestas de los habitantes de la zona. Fueron excavadas por Javier Rey Lanaspa, arqueólogo de la Diputación General de Aragón, en 2009. Los primeros restos arqueológicos surgieron durante la construcción de la carretera, en la que aparecieron vasijas, huesos y otros objetos.
Solo se han excavado el centros de dos de los círculos, en los que han aparecido suelos grises correspondientes a los restos de la cremación. No tienen cista y las cenizas fueron colocadas en un pequeño montón en el centro. No se ha localizado ningún elemento de ajuar.
Las dataciones del círculo 1 son del 1260 al 880 a. C. y para el círculo 2 del 925 al 784 a. C., lo que se corresponde a la Edad de Hierro, a pesar de que tienen posiblemente un origen anterior.